# ジョルジュ・ダンドロー
ジョルジュ・エドゥアール・ダンドロー（Georges Édouard Dandelot, 1895年12月2日 - 1975年8月17日）は、フランスの作曲家。

## 生涯
ダンドローはパリに生まれた。父はアルフレッド・ダンドローで、母はピアノ製造者の娘だった。ダンドローはパリ音楽院においてエミール・シュヴァルツ、ルイ・ディエメ、グザヴィエ・ルルー、ジャン・ギャロン、ジョルジュ・コサード、シャルル＝マリー・ヴィドール、ヴァンサン・ダンディ、モーリス・エマニュエル、ポール・デュカス、アルベール・ルーセルらに学んだ。第一次世界大戦で従軍後、1919年よりエコールノルマル音楽院でピアノを教えるようになった。1942年からはパリ音楽院で和声学の講座も受け持っており、ソルフェージュや和声学の教科書を世に出している。彼の教え子にはポール・メファーノ、ミシェル・ペロー、ミシェル・フィリポらがいる。
ダンドローはサン＝ジョルジュ＝ド＝ディドンヌに没した。

## 主要作品

### 管弦楽曲
- 複数の独唱者、合唱と管弦楽のためのオラトリオ『Pax』 （1937年 ）
- 交響曲 ニ短調 （1941年）
- ピアノ協奏曲 （1934年）
- ヴァイオリンと管弦楽のためのロマンティック協奏曲 （1944年）

### 室内楽曲
- 弦楽四重奏曲
- 2台のピアノのための3つのワルツ
- フルートとピアノのためのソナチネ （1938年）
- ピアノとヴァイオリンのためのソナチネ （1946年）
- トランペットのためのソナチネ （1961年）

### バレエ
- Le Souper de famine
- Le Jardin merveilleux
- La Création （1948年）

### オペラ
- オペラ『L'Ennemi』 3幕形式
- オペラ＝コミック・ブッファ『Midas』 3幕形式 （1948年）
- オペレッタ『Apolline』 3幕形式